# Malladehi
Malladehi (nepalski: मल्लादेही) – gaun wikas samiti w zachodniej części Nepalu w strefie Mahakali w dystrykcie Baitadi. Według nepalskiego spisu powszechnego z 2011 roku liczył on 693 gospodarstwa domowe i 4059 mieszkańców (2107 kobiet i 1952 mężczyzn).